# Juan Ramón Fernández
Juan Ramón Fernández (ur. 5 marca 1980 w Gualeguaychú) – argentyński piłkarz występujący od 2013 w Deportes Iquique.

## Kariera
Juan Ramon karierę rozpoczynał w La Placie, gdzie w 1998 roku podpisał kontrakt z Estudiantes La Plata. Po 4 latach gry w tym klubie przeniósł się do niemieckiego klubu Borussia Dortmund, jednak nie wywalczył w tym klubie miejsca w składzie i już po roku powrócił do Argentyny na roczne wypożyczenie do River Plate. Występy w tym zespole pozwoliły mu odbudować formę i po powrocie do Niemiec oczekiwał dużo lepszej gry. Po raz kolejny jednak więcej czasu spędzał na ławce rezerwowych i w sezonie 2005/2006 grał już w barwach San Lorenzo de Almagro. W 2006 roku po raz kolejny zmienił klub i został zawodnikiem CA Colón. W sezonie 2008/2009 grał w Argentinos Juniors Buenos Aires, a w 2009/2010 – w Skodzie Ksanti. W 2010 roku przeszedł do Atlético Rafaela.

## Kluby
- Estudiantes La Plata (1998-02),
- Borussia Dortmund (2002–2004),
- River Plate (2004),
- San Lorenzo de Almagro (2005–2006),
- CA Colón (2006–2008),
- Argentinos Juniors Buenos Aires (2008–2009)
- Skoda Ksanti (2009–2010)
- Atlético Rafaela (od 2010)